# میدان هوایی فیض‌آباد
فرودگاه فیض‌آباد (به انگلیسی: Fayzabad Airport) یک فرودگاه با کد یاتا FBD است . این فرودگاه در حدود ۳/۵ مایلی (۵/۶ کیلومتری) شمال غربی فیض‌آباد مرکز ولایت بدخشان در افغانستان قرار دارد و در ارتفاع ۱۱۷۱ متری از سطح دریا واقع شده است. این فرودگاه داخلی زیر نظر وزارت حمل و نقل و هوانوردی افغانستان (MoTCA) است و به مردم ولایت بدخشان خدمات‌رسانی می‌کند. امنیت داخل و اطراف فرودگاه توسط نیروهای امنیت ملی افغانستان تامین می‌شود. 
فرودگاه فیض‌آباد در زمان اشغال شوروی ساخته شده است که باند فرودگاه از تخته‌های فولادی سوراخ شده بود که به موازات این باند فولادی، ساخت باند آسفالت جدید در تابستان ۲۰۱۲ به پایان رسید.. 

## شرکت‌های هواپیمایی و مقصدهای پروازی
| شرکت‌های هواپیمایی    | مقصدهای پروازی                  |
| -------------------- | ------------------------------- |
| ایست هوریزن ایرلاینز | میدان هوایی بین‌المللی حامد کرزی |
|                      | میدان هوایی بین‌المللی حامد کرزی |
| کام ایر              |                                 |